# Monti Tannu-Ola
I monti Tannu-Ola (in russo Танну-Ола?; in tuvano Таңды-Уула?, Tandy-Uula), sono una catena montuosa della Siberia meridionale, in Russia (repubblica di Tuva). Si estendono in direzione est-ovest lungo il confine con la Mongolia per circa 300 km. La cima più alta raggiunge i 3 061  m. 
La catena montuosa si divide in due parti: Tannu-Ola occidentale (Западный Танну-Ола) e Tannu-Ola orientale (Восточный Танну-Ола). Le pendici settentrionali fanno parte del bacino del fiume Enisej, e si elevano di fronte ai monti Saiani Occidentali. L'estremità orientale tocca il grande spartiacque del fiume Selenge in Mongolia. Il versante sud digrada in territorio mongolo e costituisce il limite settentrionale della Depressione dei Grandi Laghi. L'estremità occidentale confina con la catena Cagan-Šibėtu.
Le montagne sono composte da arenarie, scisti, conglomerati (Tannu-Ola Occidentale) e graniti, rocce effusive e sedimentarie (Tannu-Ola orientale).